# Drosophila sticta
Drosophila sticta este o specie de muște din genul Drosophila, familia Drosophilidae, descrisă de Wheeler în anul 1957. Conform Catalogue of Life specia Drosophila sticta nu are subspecii cunoscute.